# 深澳坑溪
深澳坑溪（田寮河），是台灣北部的一條溪流，為基隆河支流，流域範圍包括基隆市信義區東部深澳坑孝崗里、孝深里地區，以及新北市瑞芳區龍山里、龍潭里西部地區。

## 概述
深澳坑溪發源於基隆市信義區月眉山（220m）東北側天外天環保公園附近，流經貢仔寮、基隆市第2公墓、萬源、基隆市第3公墓，後流經深澳坑派出所後面、接著流經孝深里，及孝崗里的深澳國小舊校區（遠處即已廢坑的永源煤礦、深澳坑煤礦及福美一坑煤礦、福美二坑煤礦）前面。
深澳坑溪流向於深澳國小之前溪段位於深澳坑路的左邊、過「路面橋」（而「路面橋」之前往右為朝福美寮方向）即國小前及之後則溪段位於深澳坑路的右邊。後沿路流經三坑、五坑、六坑（六坑後和臺灣鐵路管理局經營的鐵路支線深澳線並行至瑞芳交點相思嶺分叉處），於新北市瑞芳區瑞芳車站附近的台鐵深澳線和宜蘭縣鐵路交點分叉處、在相思嶺下注入基隆河。
基本上深澳坑溪從貢仔寮開始一路順著深澳坑路地勢由高向低流向瑞芳，且和魚坑溪對向在瑞芳相思嶺附近一北一南注入基隆河。

## 參閱
- 基隆河
- 深澳線
- 相思溪(為深澳坑溪的一小支流，在"相思嶺"和"六坑"之間由東北方向注入深澳坑溪，河面後段築有兼蓄水用的攔沙壩)
- 田寮河

## 外部連結
- 中華民國經濟部水利署基隆河整體治理計畫